# ملاح (البيضاء)

تعديل مصدري - تعديل

ملاح هي أحد مدن محافظة البيضاء اليمنية. بلغ تعداد سكانها 13403 نسمة حسب التعداد السكاني في اليمن لعام 2004.